# Ronda histórica
La Ronda histórica es la vía que, con distintas denominaciones, recorre a lo largo de 3,5 km el exterior de gran parte de la antigua muralla histórica de Sevilla, desde la Barqueta hasta el Prado de San Sebastián.

## Historia

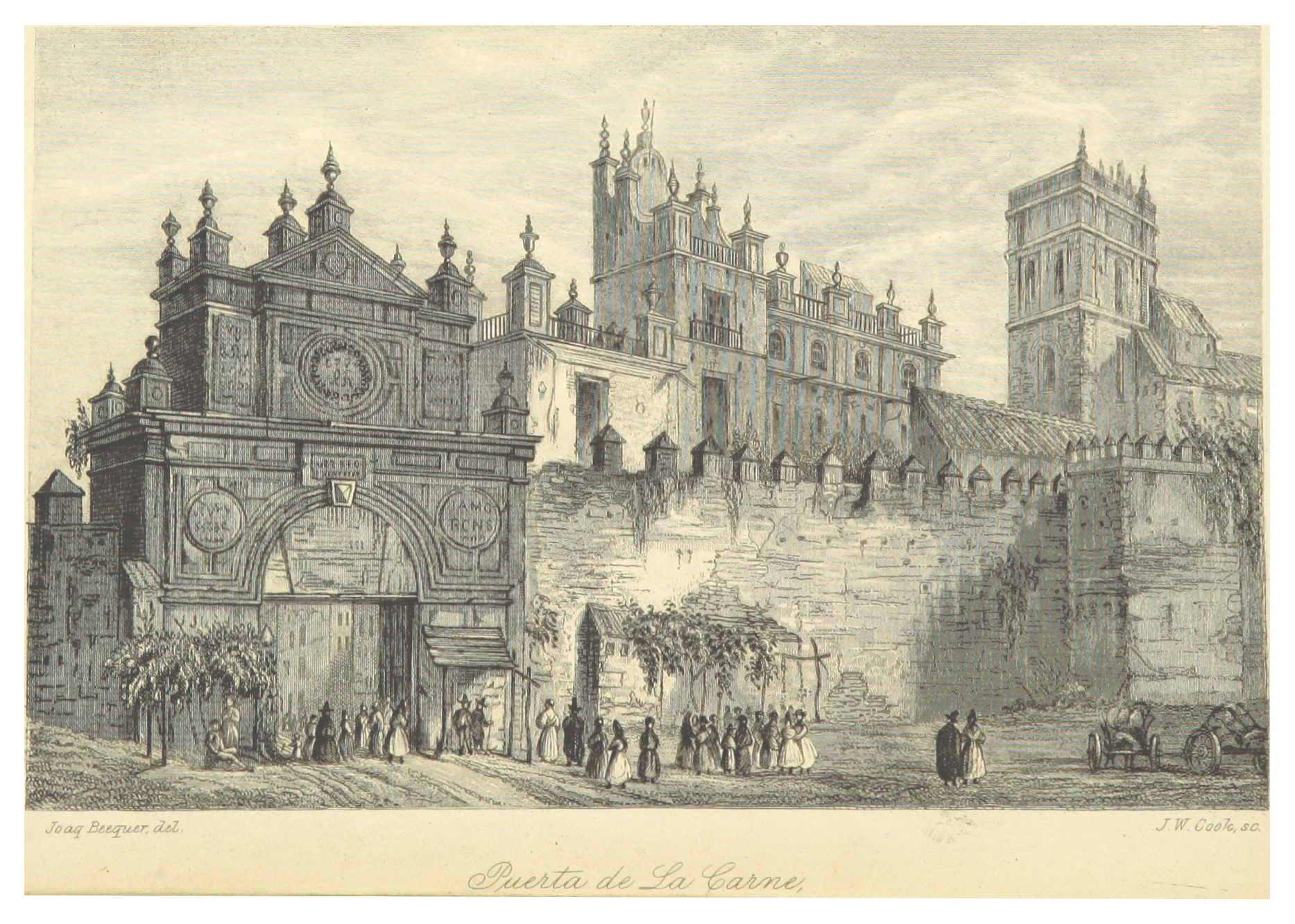
Vista de la puerta de la Carne hacia 1849.

La ronda histórica recorre el exterior de lo que era la muralla de Sevilla, construida en época almohade y que permaneció desde entonces estable hasta su derribo a mediados del siglo XIX, cuando se inició la construcción de la ronda tal como se conoce en la actualidad.
El frente oriental de la ciudad evolucionó poco a lo largo de la historia, en la medida en que venía marcado por el cauce del arroyo Tagarete, que corría casi paralelo y muy próximo a la muralla desde el convento de la Trinidad hasta la calle San Fernando y que marcaba un límite al crecimiento urbano y provocaba frecuentes arriadas en los asentamientos extramuros.
De los extramuros se conoce que, en 1757, el rey Fernando IV mandó edificar una fábrica de salitre en unos terrenos ubicados entre la puerta del Sol y la de Osario. Los operarios de la factoría levantaron sus casas entre esta y el convento de San Agustín y en 1764, pocos años después, se construyó la iglesia de San Roque sobre una antigua ermita, dando lugar al barrio de este nombre, que se convirtió así en el primero edificado entre el arroyo Tagarete y la muralla, dejando la zona más estrecha actualmente de la ronda de circunvalación exterior.
A finales del siglo XVIII, Sevilla desbordaba la zona amurallada y el espacio extramuros, aunque de forma discontinua, empezaba a formar parte del paisaje de la ciudad. Hay registros del arreglo en 1730 del camino entre la puerta de la Carne, el palacio de San Telmo y el río Guadalquivir y en 1742 del que extramuros unía la puerta de la Carne con la de Carmona. Todavía en el siglo XVIII, hacia 1780, se aprobó el desmonte y el allanamiento de los muladares que se habían formado a lo largo de siglos entre la puerta de la Carne y la nueva de San Fernando y se iniciaron los proyectos para construir un camino exterior a la muralla, manteniendo su carácter de espacio no urbano hasta mediados del XIX.
A partir de 1844 se fue construyendo el arrecife a lo largo de la ronda, un paseo exterior a la muralla, que se mejoró en 1845 con la plantación de árboles y al que en 1847 se dotó de alumbrado de gas; puede apreciarse por primera vez en el plano de Álvarez-Benavides, de 1868, que recorre desde la puerta de Córdoba hasta la Pasarela. Al trayecto desde la Puerta de la Carne a la de Carmona se le conoció como "la Alamedilla". En la década siguiente se suceden noticias de quejas sobre los malos olores procedentes de los vertidos de las curtidurías y otras fábricas intramuros, sobre la falta de riego del arbolado y el mal estado del pavimento.
El impulso definitivo a la creación de la ronda vino dado con el derribo de muralla y las puertas a partir de la década de 1860. En 1864 se derribó la puerta de la Carne y en 1868 se prolongó el arrecife hasta la Pasarela. Al primer tramo se le denominó "Ronda del Acueducto", en 1876 se rotuló con el de Industria por las edificaciones que se iban levantando en esta nueva vía, denominación que se extendió hasta la confluencia con la actual calle San Fernando. Otros factores igualmente decisivos en el desarrollo de la ronda fueron el progresivo embovedamiento del Tagarete y la construcción de las vías férreas y de las correspondientes estaciones. 
En 1860 la institución de Real Patrimonio cedió al Ayuntamiento de Sevilla terrenos extramuros colindantes al Alcázar para la ampliación del campo de la Feria de Abril, que hasta 1973 se celebró en el Prado de San Sebastián. Esta zona sirvió para la ampliación de la ronda y la construcción de los jardines de Murillo y del paseo de Catalina de Ribera.
El adoquinado de esta vía se aprobó en principio en 1904, aunque según los registros en 1910 todavía no se había llevado a cabo y se volvió a contratar, así como la creación de acerado. En esos años se creó la primera línea de tranvía que recorría la ronda. En estos principios del siglo XX, Sevilla estaba limitada prácticamente por la ronda histórica y más allá se distinguían las cuatro barriadas exteriores de Macarena, San Roque y La Calzada, San Bernardo y Triana.

## Transporte y circulación

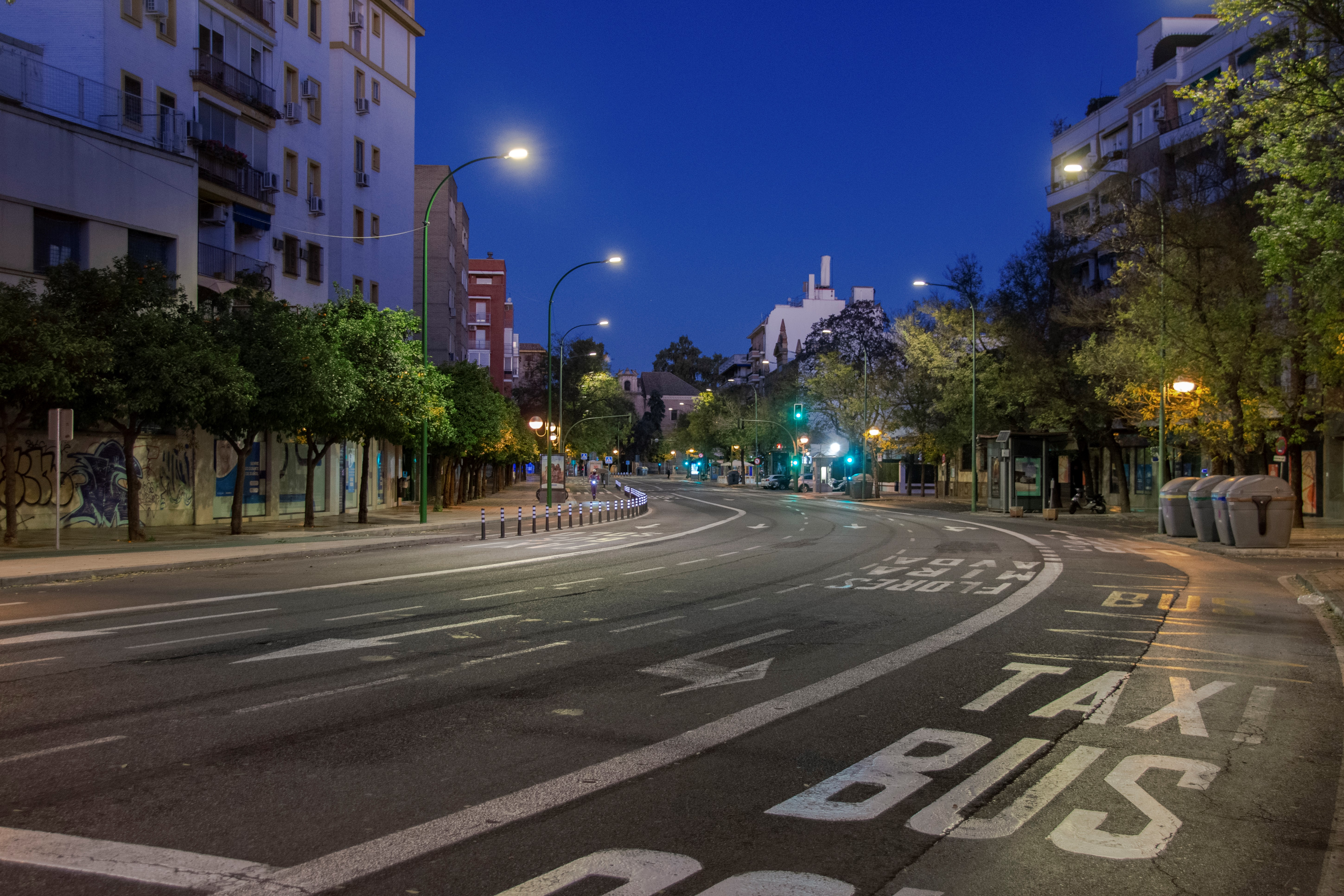
La Ronda histórica en 2023 sin circulación de vehículos.

En la década de 1910 se inició la primera línea de tranvía que recorría la ronda histórica. Desde entonces y hasta 1992, con la construcción de otras rondas exteriores, entre ellas y de forma destacada la SE-30; la ronda histórica como única vía de conexión absorbió un gran tráfico interno así como el de los vehículos pesados que tenían que atravesar Sevilla como punto de conexión interurbana.
La línea 3 del metro, cuyas obra de ejecución se iniciaron en 2023, recorrerá la ronda desde el Parlamento hasta llegar al Prado de San Sebastián, con varias paradas a lo largo de la misma: Estación de Macarena, Ronda de Capuchinos, José Laguillo / María Auxiliadora, Puerta de Carmona, Jardines de Murillo y Prado de San Sebastián.

### Proyectos futuros
Para cuando se ejecuten estas obras del metro, el Plan de Movilidad Urbana Sostenible del Ayuntamiento de Sevilla prevé que se podría ganar espacio en la ronda para los peatones y habilitar más zonas verdes a costa de la disminución de la circulación de vehículos.

## Lugares de interés
La ronda esta repleta de monumentos que han marcado la ciudad, desde los restos de la propia muralla y de algunas de sus puertas hasta edificaciones como es el actual parlamento de Andalucía o la antigua fábrica de Tabacos (Unviersidad Hispalense) que se ubicaron en esta áreas buscando una amplitud que no existía puertas adentro.

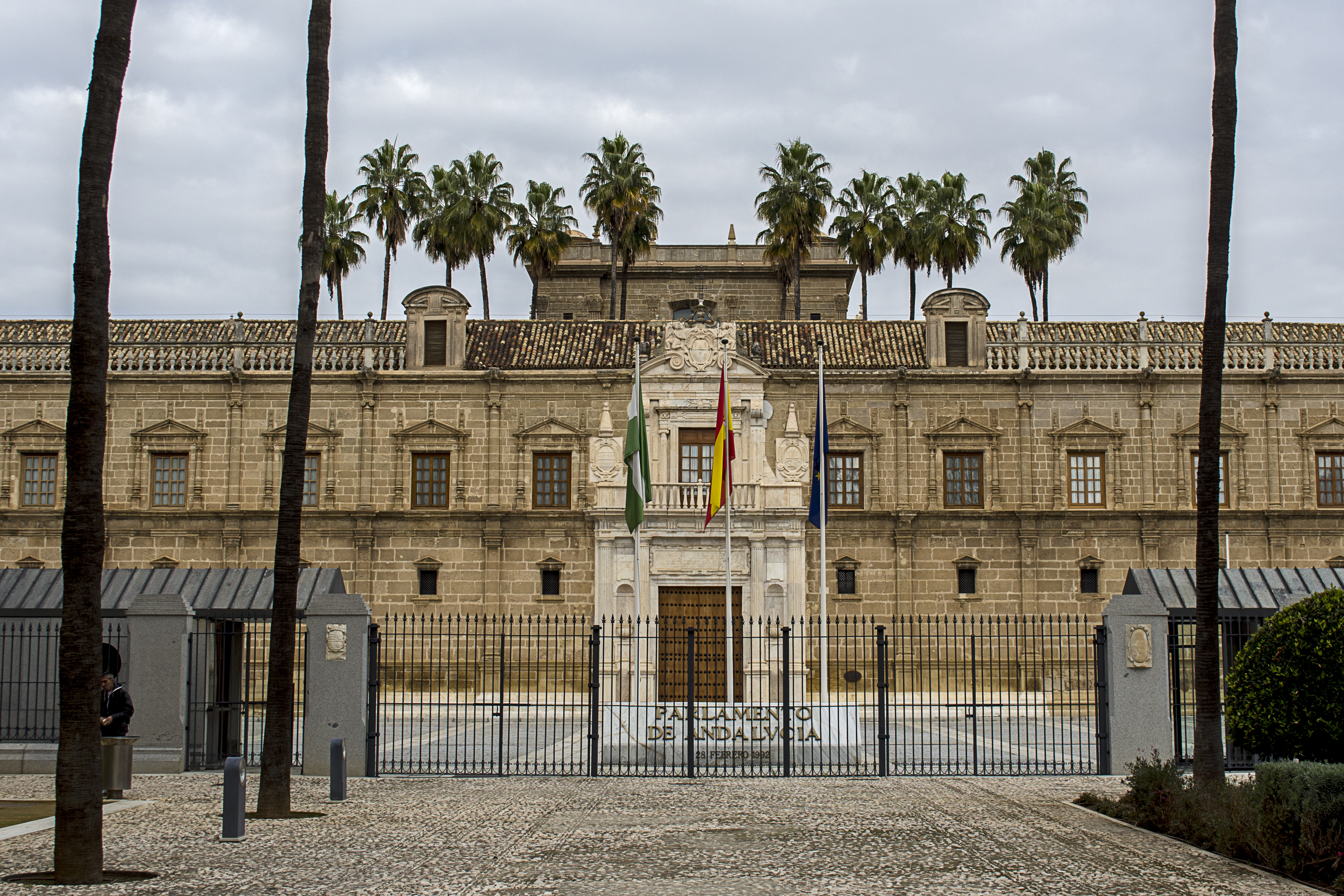
Fachada del antiguo Hospital de Cinco Llagas, hoy sede del parlamento de Andalucía.

- Hospital de las Cinco Llagas (Parlamento de Andalucía)
- Torre de los Perdigones
- Arco de la Macarena
- Basílica de la Macarena
- Murallas de Sevilla
- Puerta de Córdoba
- Convento de Capuchinos
- Jardines del Valle
- Antiguo mercado de la puerta de la Carne (1927-1929), constituye una de las primeras obras del racionalismo en Sevilla, obra de los arquitectos Gabriel Lupiáñez y Aurelio Gómez Millán. Pendiente de rehabilitación.[10]
- Jardines de Murillo
- Antiguo cuartel de caballería e intendencia, construido en 1787. Actual sede de la Diputación Provincial de Sevilla.
- Paseo de Catalina de Ribera
- Edificio de la Universidad de Sevilla (Real Fábrica de Tabacos de Sevilla)
- Prado de San Sebastián

### Lugares desaparecidos
- Cementerio judío situado conexo a la antigua judería de la ciudad y cercano a la puerta de la Carne, que existió hasta el siglo XV.[5]
- Matadero construido en 1489 que dio nombre a la puerta de la Carne.[5]
- Real Fábrica del Salitre, construida en 1758 para la fabricación de pólvora. Estaba situada entre la Puerta del Sol y la de Osario, adosada a la muralla, donde están actualmente los jardines del Valle.[11]
- La Pasarela, construcción en hierro que cruzaba la calle San Fernando.
- Caños de Carmona, acueducto que abasteció a la ciudad hasta principios del XX
- Puerta de la Carne
- Puerta de Carmona
- Puerta Osario
- Puerta de la Barqueta